# Kunst am Bau

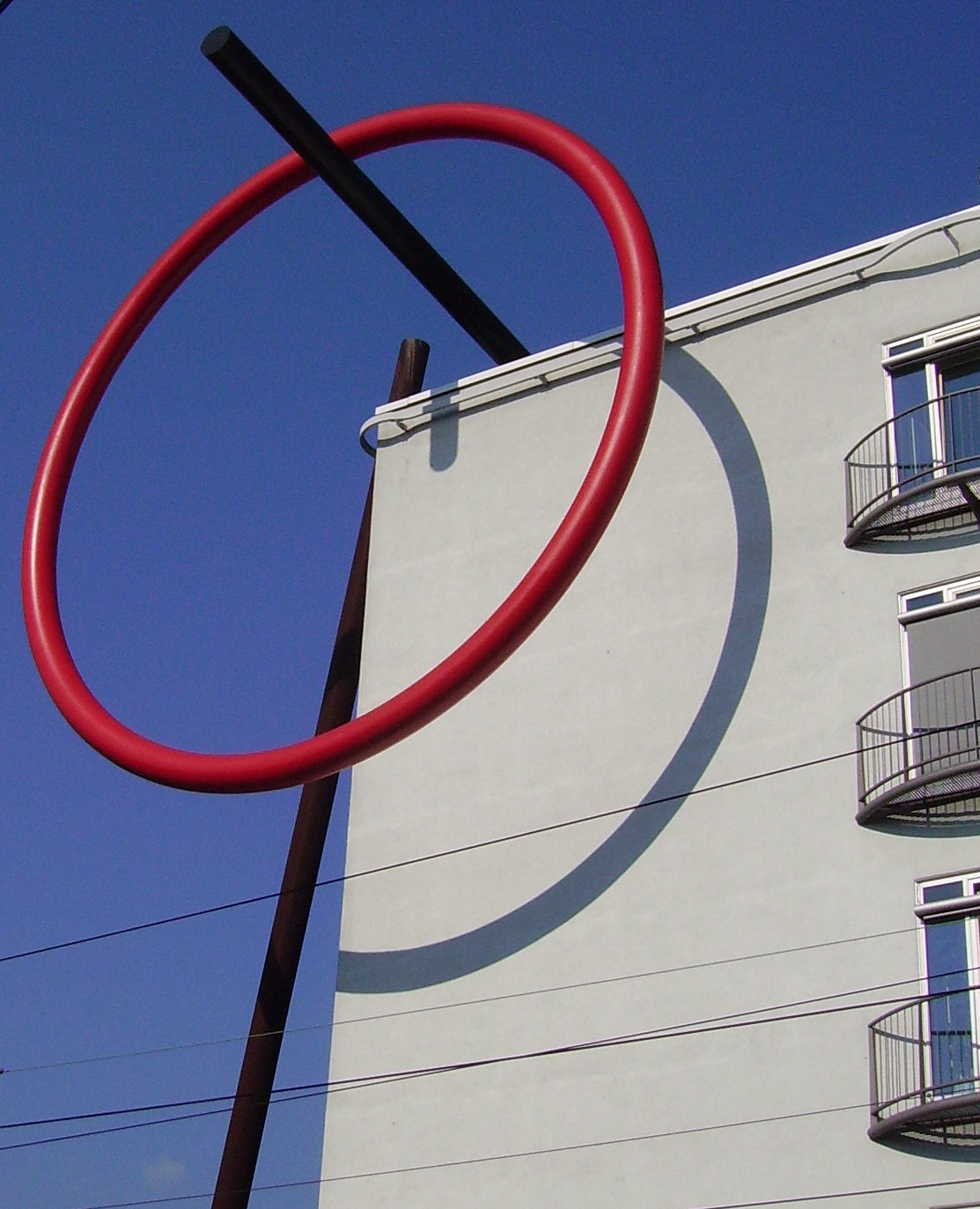
Ring des Seyns von Kazuo Katase am Klinikum der Stadt Ludwigshafen

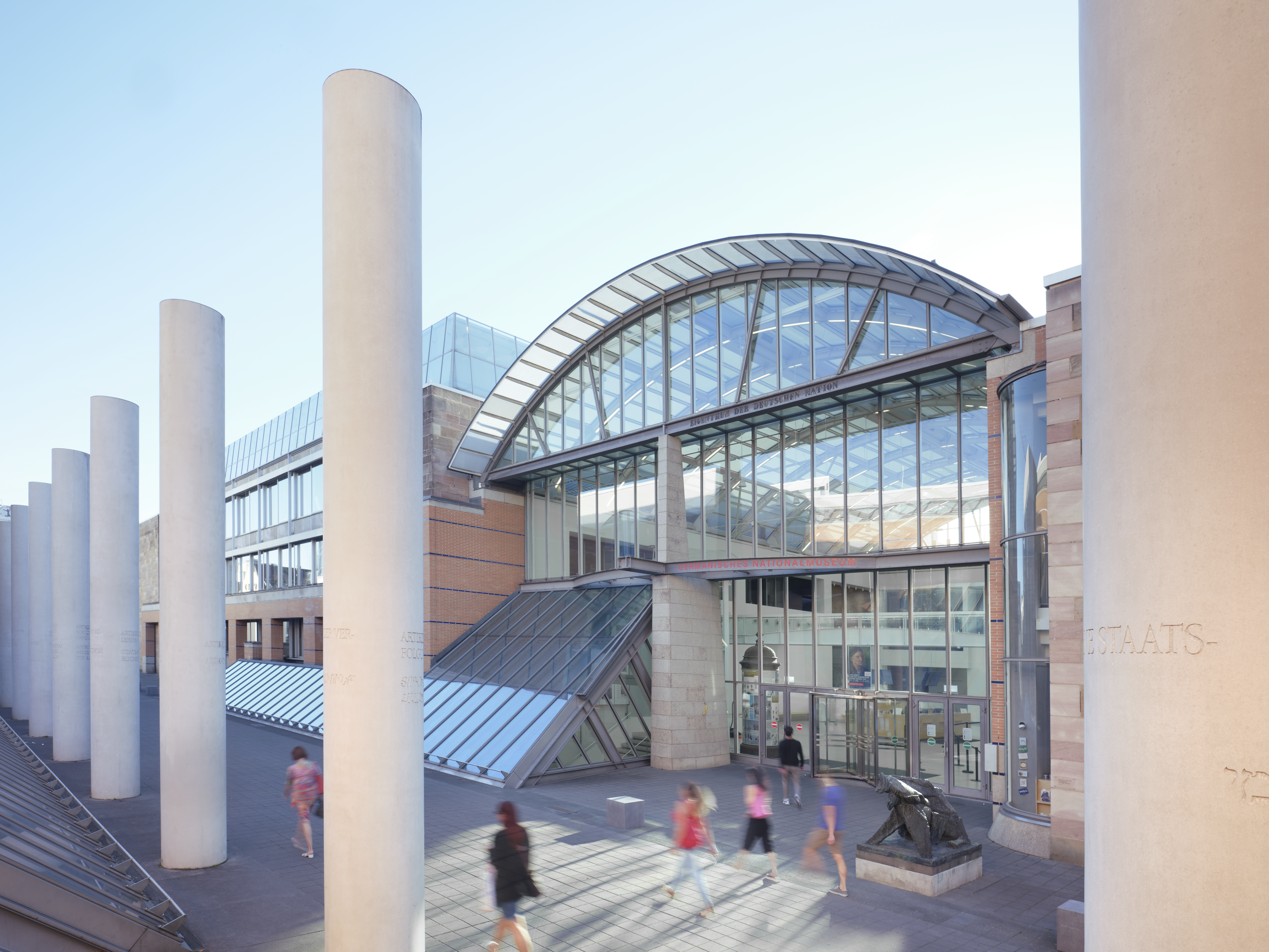
Straße der Menschenrechte von Dani Karavan am Germanischen Nationalmuseum in Nürnberg

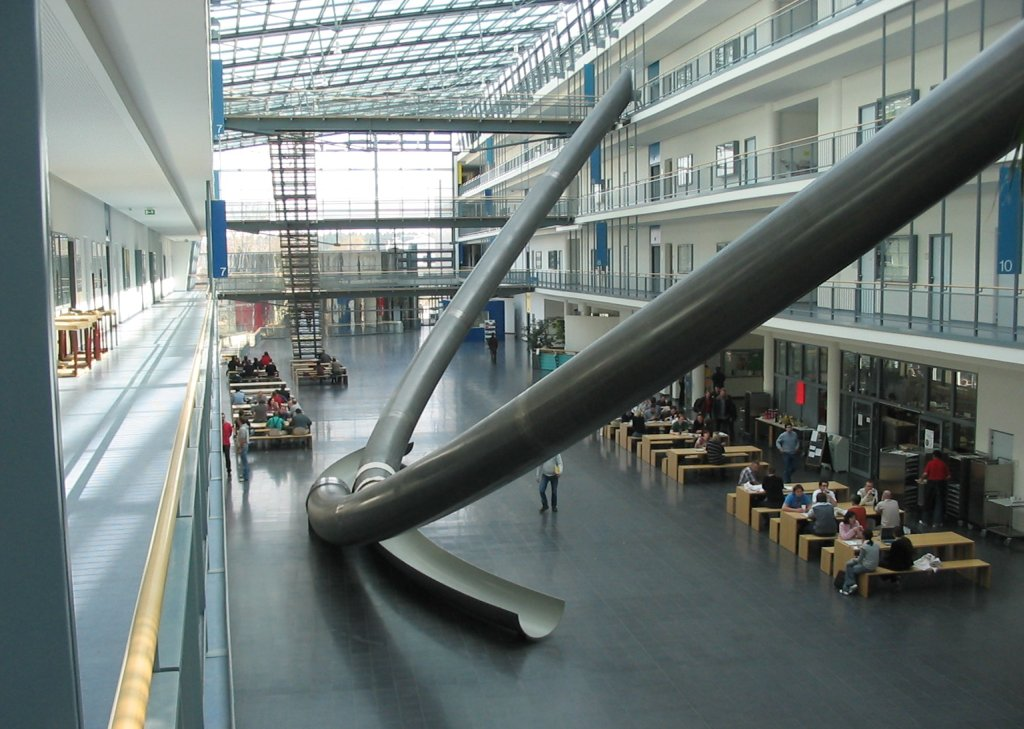
Parabel (zwei große Rutschen) von Brunner/Ritz an der TU München, 2002

Unter Kunst am Bau wird eine Verpflichtung insbesondere des Staates als Bauherrn verstanden, aus seinem baukulturellen Anspruch heraus einen gewissen Anteil – meist um die 1 % – der Baukosten öffentlicher Bauten für Kunstwerke zu verwenden. Diese Verpflichtung ist beim Bund und den Ländern in entsprechenden Regelungen festgeschrieben. Einige Städte wie beispielsweise Stadtverwaltung München (Programm Quivid) oder Dresden haben diese Verpflichtung auf kommunaler Ebene übernommen.
Unabhängig von dieser öffentlichen Zielsetzung fühlen sich auch manche private Bauherren der Kunst am Bau verpflichtet und realisieren entsprechende Projekte in und an ihren Verwaltungs- oder Geschäftsbauten; zu nennen sind beispielsweise die Nord/LB mit ihrem Verwaltungsbau in Hannover, die Allianz AG mit dem Molecule Man, welcher in der Nähe der Treptowers in Berlin steht, oder etwa mfi Management für Immobilien AG in Essen mit seinen zahlreichen Einkaufszentren.
Die Kunst am Bau ist dauerhaft fest innen oder außen mit dem Bauwerk verbunden oder befindet sich im Freiraum auf dem dazugehörigen Grundstück. Ausnahmsweise kann sich Kunst am Bau auch im öffentlichen Raum im Umfeld des betreffenden Bauwerks befinden. Insofern besteht eine gewisse Schnittmenge zur Kunst im öffentlichen Raum. An sich lassen sich diese beiden Arten der öffentlich sichtbaren Kunst sehr genau differenzieren, teils sind die Übergänge jedoch fließend, da der Betrachter eine Zuordnung kaum vornehmen kann. Teilweise werden die beiden Begriffe auch synonym gebraucht.

## Geschichte
Die Anfänge der formellen Kunst-am-Bau-Regelungen gehen in Deutschland auf eine Initiative des Reichswirtschaftsverbandes bildender Künstler zurück. Der Verband berief sich auf Artikel 142 der Weimarer Reichsverfassung vom 11. August 1919: „Kunst, Wissenschaft und Lehre sind frei. Der Staat gewährt ihnen Schutz und nimmt an ihrer Pflege teil.“ Angesichts der schlechten wirtschaftlichen Lage der Künstler nach dem Ersten Weltkrieg hatte der Reichswirtschaftsverband neben anderen Maßnahmen angeregt, Künstler bei Bauprogrammen der Reichs- und Länderregierungen zu beteiligen. Dabei ging es der berufsständischen Vereinigung in erster Linie darum, die finanzielle Not der Künstler zu lindern. Daraufhin gab der preußische Minister des Innern den Erlass vom 28. Juni 1928 heraus, nach dem bildenden Künstlern „bei der Errichtung und Ausstattung staatlicher oder kommunaler Bauten mehr als bisher, unter besonderer Berücksichtigung der beschäftigungslosen und in Not geratenen bildenden Künstler, Arbeits- und Verdienstmöglichkeiten zu schaffen“ seien. In den USA wurde während des „New Deal“ 1934–1943 ein Programm des Finanzministeriums aufgelegt, das bei öffentlichen Gebäuden 1 % der Bausumme für „Kunst am Bau“ vorsah.
Während des Nationalsozialismus wurde die Forderung aus der Weimarer Republik erneut aufgegriffen und auf gesamtstaatlicher Ebene in einem neuen Erlass vom 22. Mai 1934 über die Beteiligung bildender Künstler und Handwerker an öffentlichen Bauten umgesetzt: In diesem Erlass wurde festgelegt, dass „bei allen Hochbauten des Reiches, der Länder, der Gemeinden, der Körperschaften des öffentlichen Rechts und der Körperschaften, bei denen Reich, Länder oder Gemeinden die Aktienmehrheit oder die Mehrheit der Geschäftsanteile besitzen, grundsätzlich ein angemessener Prozentsatz der Bausumme für die Erteilung von Aufträgen an bildende Künstler und Kunsthandwerker aufgewendet werden muss.“ (zit. nach Petsch, 1994:53). Für die Errichtung von Dienstleistungsbauten bedeutete dies häufig, dass nun volkstümliche Dekorationen anzubringen waren.
Diese Regelung wurde aufgrund einer Empfehlung des Deutschen Städtetages auf der 30. Sitzung des Deutschen Bundestages im Jahre 1950 beibehalten. „Um die bildende Kunst zu fördern, wird die Bundesregierung ersucht, bei allen Bauaufträgen (Neu- und Umbauten) des Bundes, soweit Charakter und Rahmen des Einzelbauvorhabens dies rechtfertigen, grundsätzlich einen Betrag von mindestens 1 Prozent der Bauauftragssumme für Werke bildender Künstler vorzusehen.“ Das vermutlich erste im Rahmen dieser Förderung als Resultat eines vom Bund ausgelobten Kunstwettbewerbs geschaffene Werk ist das Wandrelief eines aufsteigenden Phönix aus dem Jahre 1953 am Eingang des Alten Abgeordnetenhochhauses, einer Erweiterung des Bundeshauses in Bonn.
Auch in der Deutschen Demokratischen Republik wurde im Jahr 1952 mit der „Anordnung über die künstlerische Ausgestaltung von Verwaltungsbauten“ vom 22. August 1952 eine entscheidende formelle Beziehung von bildender Kunst und Architektur geschaffen. Die Verordnung sah vor, Aufträge in Höhe von 1 bis 2 % der Planbaukosten an bildende und angewandte Künstlerinnen und Künstler zu vergeben. Das Verfahren zur Auswahl der Künstler, Themen und Umsetzungsmodalitäten unterschieden sich stark von denen, die in der Weimarer Republik, während des Nationalsozialismus und später in der Bundesrepublik üblich waren. Gefordert wurde, dass die Kunstwerke eine entsprechende Stilistik aufweisen sollten, die als sozialistischer Realismus in die Geschichte eingegangen ist.
Seit 1959 wurde auch für den Wohnungsbau ein Anteil von zunächst 0,2 Prozent (später 0,5 Prozent) der Planbaukosten für Kunstwerke vergeben. Damit wurde der Bereich für Kunst am Bau sehr entscheidend erweitert. Ab Mitte der 1960er Jahre wurden die Aufträge im Rahmen baubezogener Kunst um die so genannte komplexe Umweltgestaltung erweitert. Spezifisch für die Kunst am Bau in der DDR wurde, dass die Arbeiten sich nicht nur auf ein mit dem Bauwerk tektonisch verbundenes Kunstwerk bezogen.
In diesem weit gefassten Rahmen wurde in der DDR eine große Menge baubezogener Kunst bzw. angewandter Kunst hervorgebracht, die heute nicht mehr in diesem Kontext wahrgenommen wird. Die Künstler entwickelten Gestaltungskonzeptionen für Gebäudekomplexe, Plätze, Wohngebiete und die Ausgestaltung von Betrieben, die „Arbeitsumweltgestaltung“. Damit berührten sich die Arbeitsfelder der Künstler nicht mehr nur mit denen der Architekten, sondern auch zunehmend mit denen der Landschafts- und Formgestalter.
Erst bei dem vergrößerten Bauvolumen der 60er Jahre gewann die Regelung zur Kunst am Bau in der Bundesrepublik auch unter wirtschaftlichem Aspekt mehr Relevanz. Seitdem drängten auch neue Künstlergenerationen in dieses durchaus lukrative Arbeitsfeld. Zugleich forderten sie, frühzeitiger in die Planung einbezogen zu werden, öffentliche Diskurse zu führen und sich zur sozialen Verantwortung gegenüber der Gesellschaft zu bekennen. Der damit einhergehende Wandel der Kunstgattungen fand Eingang in aktuelle Verfahren der Kunst am Bau. Ein weiterer „Boom“ der Kunst am Bau fand mit den Bundesbauten in Berlin seit den 1990er Jahren statt.
Die in sechs Punkten knapp formulierte „Richtlinie für die Durchführung von Bauaufgaben des Bundes im Zuständigkeitsbereichs der Finanzbauverwaltungen (RBBau), Abschnitt K 7“ gibt derzeit den formellen Rahmen für die künstlerische Ausgestaltung der meisten Bundesbauten vor. Darüber hinaus gibt es aber noch einige spezifische Arten von Hochbauten des Bundes, die nicht dieser Regelung unterliegen; beispielsweise Bauten der Bundesbank oder des Verteidigungsministeriums. Nach der K 7 sind bei Baumaßnahmen des Bundes Leistungen zur künstlerischen Ausgestaltung an bildende Künstler zu vergeben, soweit Zweck und Bedeutung der Baumaßnahme dieses rechtfertigen. Art und Umfang der künstlerischen Leistungen sind bereits bei der Aufstellung der Haushaltsunterlage-Bau festzulegen, so dass die künstlerische Idee in die weitere Bearbeitung einbezogen und bei der Bauausführung verwirklicht werden kann. Zum Verfahren legt die Richtlinie fest, dass bei bedeutenden Maßnahmen in der Regel Wettbewerbe durchzuführen sind.
Vor dem Hintergrund einer umfangreichen Analyse der Kunst am Bau bei Bundesbauten hat sich der Bund als Bauherr 2006 einen neuen Leitfaden für die Durchführung gegeben und darin auch wieder einen festen Anteil von je nach Baukostenklasse 0,5 bis 1,5 % der Baukosten (Kostengruppe 300/400) formuliert.
Erst seit 2014 wird ein Gesamtregister der Kunstwerke aufgestellt, die an Bauten des Bundes entstanden sind. Die Gesamtzahl seit 1950 wird auf etwa 10.000 geschätzt. Ein Problem ergibt sich, wenn das Bauwerk an private Nutzer verkauft wird. Der weitere Zugang zum Werk und oft genug auch dessen Pflege und Erhalt sind nur unzureichend gesichert.

## Aktualität und Besonderheit

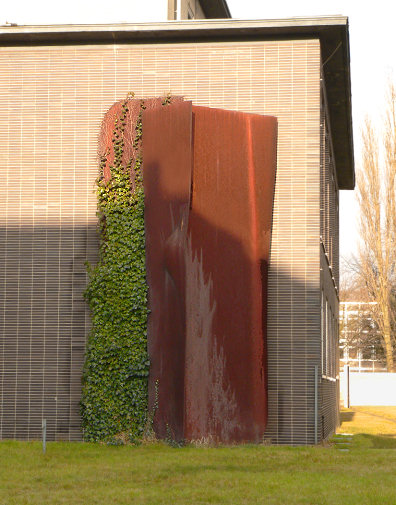
Skulptur Schild aus COR-TEN-Stahl von Hannes Meinhard, 1989, am Landeskriminalamt Niedersachsen in Hannover

Kunst am Bau steht mit ihrer Verknüpfung zum Bauwerk und dem Baugrundstück in einem besonderen Spannungsfeld: Die baubezogene Einengung erschwert die freie künstlerische Auseinandersetzung, sie ist andererseits aber auch eine besondere Herausforderung. Im Zuge der aktuellen Architektur- und Baukulturdebatte scheint das Interesse an der Kunst am Bau bei Künstlern und in der Öffentlichkeit wieder stärker zu werden. Dies wirft die Frage auf, wie eine solche Entwicklung gestützt und die Kunst am Bau enger mit der allgemeinen Kunstdiskussion und -entwicklung verbunden werden kann.
Derzeit dominieren nach den Fallbeispielen künstlerische Gattungen wie Plastik und Malerei in großen Formaten und in der Kunst bereits seit langem etablierte formale Ansätze. Dieser Befund einer umfassenden Untersuchung ergibt sich aus dem Angebot der näher betrachteten Wettbewerbsteilnehmer und spiegelt damit die gegebenen Möglichkeiten wider.
Nur sehr vereinzelt lassen sich Beispiele für Medienarbeiten, für zeitabhängige oder prozessuale Arbeiten aufzeigen oder für solche, die ihre Materialität in Frage stellen wie Lichtarbeiten oder akustische Beiträge. Wenn allerdings in Wettbewerben solche Arbeiten von den Künstlern angeboten werden, werden sie auch relativ häufig von den Preisgerichten zur Realisierung empfohlen.
Mit Kunst am Bau soll ein kultureller Mehrwert geschaffen werden, deswegen kann, sollte oder muss ein gewisser Anteil der Bauwerkskosten in ein oder mehrere Kunstwerke investiert werden, um die Kultur zu fördern. Zugleich dient diese Maßnahme der finanziellen Unterstützung der Kunst und Kultur, respektive der Künstler. In gewisser Weise wird dadurch das staatliche Mäzenatentum früherer Jahrhunderte fortgeführt.
Bisher noch recht unbeleuchtet ist die Kunst an Verkehrsbauten, wie sie von Autobahnen beispielsweise aus Frankreich schon länger bekannt ist. Es gibt die Forderung, auch diese meist staatlichen Bauten in die programmatische Förderung einzubeziehen. Insbesondere bei Kreisverkehrsflächen finden sich schon Beispiele.
Die Praxis der Kunst am Bau war in der Vergangenheit jedoch auch Kritik ausgesetzt: nicht nur ist die Kunst an einen bestimmten Ort gebunden und wird im Einzelfall möglicherweise auf die Aufgabe, einen Neubau zu dekorieren, reduziert. Die Kunst-am-Bau-Regelung lässt zudem oft teurere künstlerische Projekte nicht zu. Der Stadtstaat Hamburg hat daher schon 1966 seine Verordnung zur Kunst am Bau dahingehend geändert, dass bestimmte Mittel dafür in einen zentralen Topf fließen, die Auswahl der Projekte einer Kunstkommission (anstatt dem Bauministerium) untersteht und auch nicht-ortsansässige Künstler gefördert werden können. Wegen der Beschränkung auf ortsansässige Künstler sah sich die Kunst am Bau immer wieder dem Vorwurf des Provinzialismus ausgesetzt.

## Preis

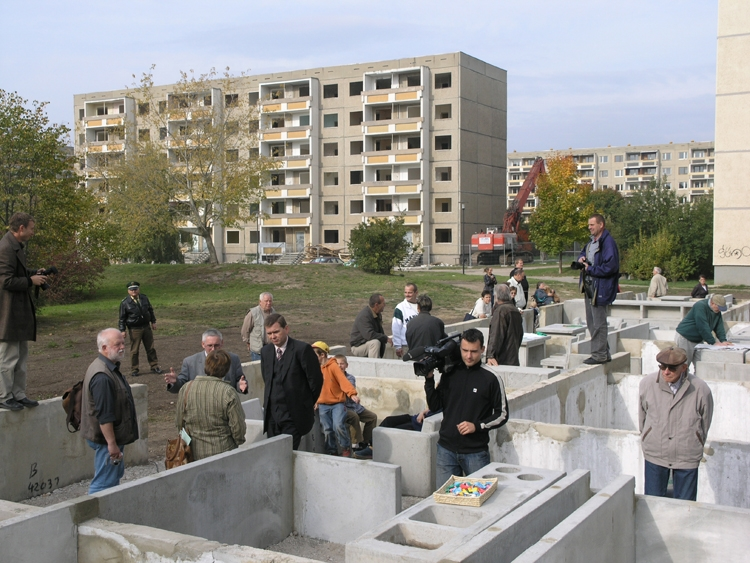
Dagmar Schmidt: Grabungsstaedte, Halle-Silberhöhe

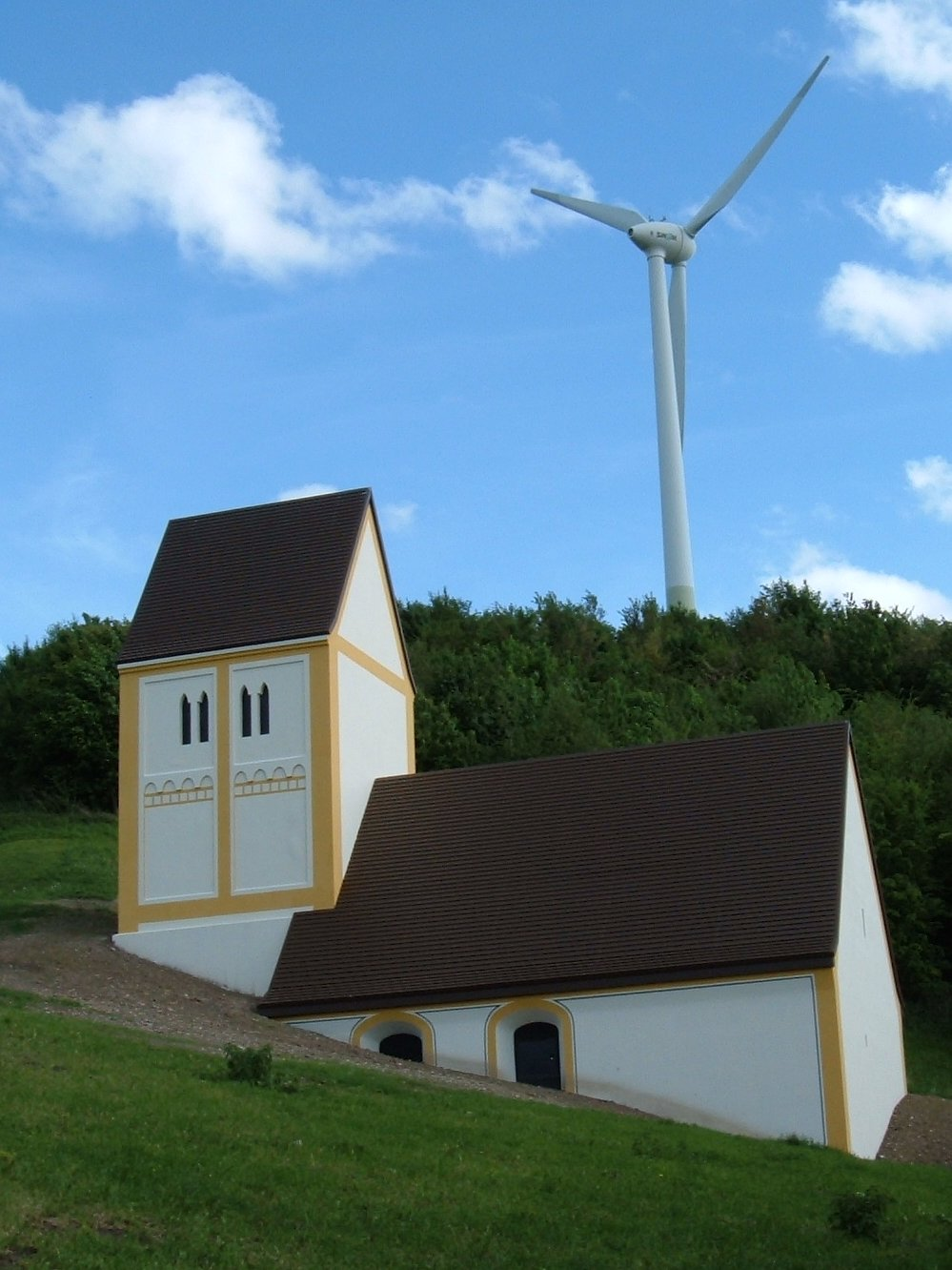
Timm Ulrichs: Versunkenes Dorf, Fröttmaning

Kunst am Bau bleibt häufig unbeachtet und erhält zuweilen nicht die Bedeutung, die ihr an sich zukommen könnte. Vor diesem Hintergrund ist es beachtenswert, dass es einen Preis für Kunst am Bau gab: der mfi Preis Kunst am Bau wurde von 2002 bis 2013 vergeben. Die Auszeichnung, von dem Unternehmen mfi Management für Immobilien AG ausgelobt, war mit 50.000 Euro dotiert und wurde durch eine Jury aus fünf Personen vergeben.
Die Preisträger waren:
- 2002: Bogomir Ecker – Aliud (Zentrale Polizeitechnische Dienste NRW, Düsseldorf)
- 2003: Lothar Baumgarten (Bundespräsidialamt Berlin)
- 2004: Olafur Eliasson – Umschreibung (KPMG Deutsche Treuhandgesellschaft AG, München)
- 2005: Franz Ackermann – Die große Reise (U-Bahn-Station Georg-Brauchle-Ring, München)
- 2006: Dagmar Schmidt – Grabungsstaedte (Halle/Saale)
- 2007: Michael Beutler – Pagodenturm (Lufthansa-Hauptverwaltung, Frankfurt)
- 2009: Timm Ulrichs – Versunkenes Dorf (in Zusammenhang mit dem Bau der Allianz Arena, München)
- 2011: Franka Hörnschemeyer – Trichter (Dresden)
- 2012: Barbara Adamek – AVR Rhein-Neckar (Gestaltung des Empfangskubus im Foyer des neuen Verwaltungsgebäudes, Sinsheim)
- 2013: Olaf Metzel – Installation Noch Fragen? (Neuer Lesesaal in der Staatsbibliothek unter den Linden, Berlin)